# David Sesay
David Junior Deen Sesay (ur. 18 września 1998 w Londynie) – sierraleoński piłkarz grający na pozycji prawego obrońcy. Od 2021 jest zawodnikiem klubu Wealdstone.

## Kariera piłkarska
Swoją piłkarską karierę Sesay rozpoczął w juniorach klubu Watford, w których trenował od 2007 do 2018. W 2018 roku został piłkarzem grającego w EFL League Two, Crawley Town. Swój debiut w nim zaliczył 29 grudnia 2018 w zremisowanym 0:0 wyjazdowym meczu z Newport County. W Crawley Town występował do końca sezonu 2020/2021.
W sierpniu 2021 Sesay przeszedł do grającego w National League, Barnet. Zadebiutował w nim 28 sierpnia 2021 w zremisowanym 1:1 wyjazdowym meczu z Solihull Moors. W Barnet grał do listopada 2021.
W listopadzie 2021 Sesay odszedł do Wealdstone. Swój debiut w nim zanotował 25 stycznia 2022 w zremisowanym 0:0 domowym spotkaniu z Notts County.
| Sezon   | Klub         | Kraj   | Rozgrywki       | Mecze | Gole |
| ------- | ------------ | ------ | --------------- | ----- | ---- |
| 2018/19 | Crawley Town | Anglia | League Two      | 18    | 0    |
| 2019/20 | Crawley Town | Anglia | League Two      | 25    | 0    |
| 2020/21 | Crawley Town | Anglia | League Two      | 13    | 0    |
| 2021/22 | Barnet       | Anglia | National League | 6     | 0    |

## Kariera reprezentacyjna
W reprezentacji Sierra Leone Sesay zadebiutował 6 października 2021 w zremisowanym 1:1 towarzyskim meczu z Sudanem Południowym, rozegranym w Al-Dżadidze. W 2022 roku został powołany do kadry na Puchar Narodów Afryki 2021. Nie rozegrał na nim jednak żadnego spotkania.